# Pineview (hardware)
Pineview è il successore del processore Intel Atom Diamondville pensato per i sistemi mobile e desktop di fascia più economica.

## Obiettivi di Pineview
Al pari del predecessore Diamondville, Pineview non punterà ad offrire il massimo delle prestazioni ma, grazie al costo d'acquisto estremamente contenuto, addirittura inferiore a quello disponibile già da tempo con le soluzioni Celeron (in particolare le sue diverse varianti Celeron D, Celeron (serie xxx), Celeron Dual Core e Celeron M), mirerà alla conquista del mercato dei dispositivi portatili e dei PC di fascia più bassa (che potranno avere costi finali al di sotto dei 250 $), sfruttando pienamente i vantaggi della produzione in grandi volumi.
È da evidenziare che ancora una volta il nome commerciale "Atom" verrà utilizzato da Intel anche per l'evoluzione del processore Silverthorne, che è stata la prima CPU ad essere stata sviluppata espressamente per l'integrazione nei sistemi ultra portatili UMPC e MID, ovvero il progetto Lincroft.

## Caratteristiche tecniche

### Processo produttivo
Al pari di quanto fatto per il predecessore di Pineview, Diamondville, che era stato derivato dal progetto principale (Silverthorne) pensato per i sistemi UMPC, anche per questo nuovo progetto Intel si ispirerà profondamente all'evoluzione dei processori per UMPC, vale a dire il progetto Lincroft. In altre parole, se Diamondville è stato l'alter ego di Silverthorne per i sistemi di fascia ultra economica, allo stesso modo Pineview sarà l'alter ego di Lincroft.
Per questo motivo il progetto Pineview sarà molto simile a Lincroft e porterà di conseguenza con sé la peculiarità di questo nuovo progetto, vale a dire il design di tipo System on a Chip (SoC) consentendo un ulteriore e deciso passo avanti nell'ottimizzazione generale dell'efficienza di tali sistemi.
Pineview viene considerato un SoC in quanto integrerà non solo il core di elaborazione (che sarà un'evoluzione di quello alla base di Diamondville e conosciuto come Bonnell), ma anche tutti gli altri sistemi, come il chipset, il sottosistema grafico GMA 500 a 200 MHz e il controller di memoria RAM DDR2 a 667 MHz single channel fino a 2 GB, in un unico chip a 45 nm. Ancora una volta, si differenzierà dal prodotto pensato per gli UMPC dalla possibilità di essere anche dual core e non solo single core. In ragione del fatto che lo stesso die ospiterà anche il controller della RAM e il comparto video, è presumibile che a differenza del predecessore la versione dual core verrà realizzata mediante l'approccio a Die Monolitico anziché a Die Doppio (altrimenti si avrebbe una duplicazione del controller e del comparto video, ovviamente inutile), ma Intel non ha ancora rilasciato dichiarazioni più precise in tal senso. Se così fosse anche le cache L2 potrebbero, in questo progetto, essere unite in una sola, condivisa tra i due core.
Mentre Lincroft verrà affiancato dal chip Langwell per la gestione dell'I/O e che viene per questo indicato da Intel come un "Communications Hub", Pineview verrà abbinato ad un chip analogo ma differente conosciuto come Tiger Point. La connessione tra la CPU e il "Communications Hub" vedrà l'abbandono del tradizionale bus in favore di un collegamento Direct Media Interface (DMI), già utilizzato in passato da Intel per collegare northbridge e  southbridge dei tradizionali chipset.

#### Sfruttamento della cache L2
Nei processori dual core e multi core si pone il problema di come sfruttare la grande dotazione di cache L2 e come gestirne l'accesso da parte dei vari core. I diversi approcci di costruzione cui si è accennato poco sopra, comportano pro e contro relativamente ai metodi di fruizione di questa preziosa memoria aggiuntiva. Buona parte di questi aspetti è evidenziata nella voce Dual core (gestione della cache), in cui si fa riferimento anche ad altri processori che sfruttano i differenti approcci.

### Tecnologie implementate
Al pari del predecessore, anche Pineview sarà dotato del supporto alle istruzioni MMX, SSE, SSE2 e SSE3, mentre non si sa ancora nulla circa un'eventuale implementazione delle SSE4. Sarà presente anche la tecnologia Hyper-Threading e quella di protezione XD-bit e le estensioni EM64T per l'esecuzione di codice a 64 bit, malgrado si tratti di una tecnologia poco utile in questo tipo di sistemi; la tecnologia di risparmio energetico dovrebbe essere presente solo nelle versioni destinate al settore mobile, mentre non dovrebbe venire implementata la tecnologia di virtualizzazione Vanderpool.

## Piattaforma per Pineview
Pineview insieme al chipset Tiger Point (che verrà commercializzato con il nome di NM10) sarà alla base della nuova piattaforma Pine Trail-M, che grazie all'adozione di 2 soli chip potrà ridurre l'ingombro di tali sistemi di circa il 64% passando da 2174 mm² a 773 mm² e potrà essere raffreddata in maniera totalmente passiva grazie a un dimezzamento dei consumi totali a fronte di prestazioni paragonabili.

## Modelli attesi sul mercato
Al momento sono stati annunciati i seguenti modelli:
- Atom N450 - single core, clock di 1,66 GHz, cache L2 di 512 KB, SpeedStep, 7 W - (settore mobile)
- Atom D410 - single core, clock di 1,66 GHz, cache L2 di 512 KB, No SpeedStep - (settore desktop)
- Atom D510 - dual core, clock di 1,66 GHz, cache L2 di 1 MB, No SpeedStep - (settore desktop)

## Il successore
Intel non ha ancora lasciato trapelare nulla riguardo al successore di Pineview, ma è molto probabile che continui ad essere un chip SoC.
Durante l'Intel Developer Forum che si è svolto ad agosto 2008, Intel ha infatti dichiarato di essere impegnata nello sviluppo di ben 15 progetti SoC, destinati a diversi settori di mercato e tra questi si può citare anche il chip Canmore, presentato propri durante l'evento ma destinato ai dispositivi di elettronica di consumo.